# Монте Сан Марко (Рим)
Монте Сан Марко је насеље у Италији у округу Рим, региону Лацио.
Према процени из 2011. у насељу је живело 34 становника. Насеље се налази на надморској висини од 140 м.